# Die Heilige und ihr Narr
Die Heilige und ihr Narr (1913) ist der einzige Roman, den Agnes Günther geschrieben hat. Er gehört mit über 140 Auflagen und der Anzahl gedruckter Exemplare jenseits der Millionengrenze zu den kommerziell erfolgreichsten deutschen Büchern. Das Romanmanuskript wurde Weihnachten 1911, zehn Monate nach ihrem Tod, von Karl Josef Friedrich, dem Studienfreund ihres Sohnes, in der Wohnung in Marburg entdeckt, im Jahr 1912 von ihm für den Druck überarbeitet und im Mai 1913 postum herausgegeben.
Das Buch wurde als eine Art Märchen wahrgenommen, dessen Protagonistin, eine Prinzessin, für eine abgehobene Atmosphäre sorgt, in der die Menschen empfindsam sind, ihre Gefühle rein und alle Niedertracht ihnen fremd ist.
Die Titelheldin verehrt ihren künftigen geliebten Ehemann, einen hochgewachsenen Mann, der „stolze Festigkeit“ besitzt. Die Prinzessin wird liebevoll „Seelchen“ genannt, ein Name, der sich nicht nur auf ihre Gabe des zweiten Gesichts bezieht, sondern auf ihre ganze Persönlichkeit. Sie steht in der deutschen Trivialliteratur des 19. Jahrhunderts für eine Verkörperung einer idealen, tugendhaften Frau, für Ergebenheit, Empfindsamkeit und Reinheit.

## Buchausgaben
- Die Heilige und ihr Narr. [Erstausgabe]. Steinkopf, Stuttgart 1913.
- Die Heilige und ihr Narr. Unveränd. Nachdr. der vollst. Orig.-Ausg. von 1913, 144. Aufl. Steinkopf, Kiel 2011, ISBN 978-3-79840813-5.

## Verfilmungen
- Die Heilige und ihr Narr (1928) Regie: William Dieterle
- Die Heilige und ihr Narr bei IMDb  (1935) Regie: Hans Deppe
- Die Heilige und ihr Narr (1957) Regie: Gustav Ucicky